# Photedes expolita
Photedes expolita là một loài bướm đêm trong họ Noctuidae.